# Drogi w Rosji

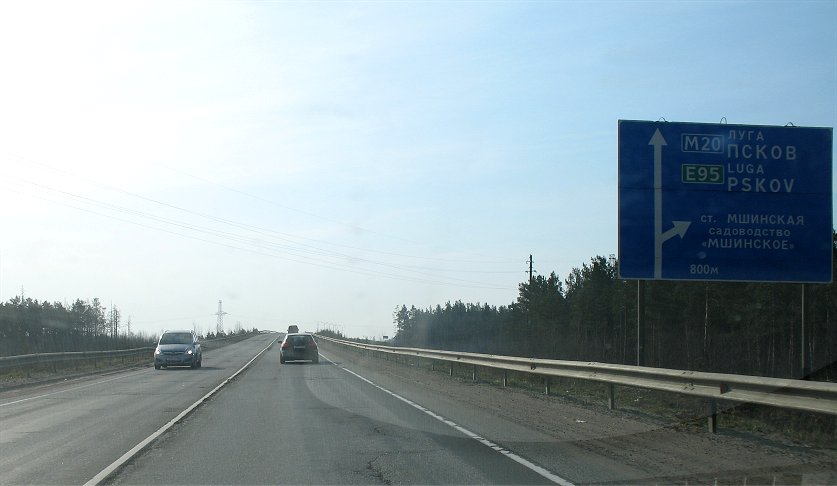
Droga M20 będąca częścią trasy europejskiej E95

Drogi w Rosji – Rosja posiada rozbudowaną sieć dróg, które pokrywają terytorium całego państwa. Rosyjskie drogi są własnością państwową.
Obowiązująca obecnie lista dróg federalnych (państwowych) została opublikowana przez Rząd Federacji Rosyjskiej 24 grudnia 1991, z późniejszymi zmianami.
17 listopada 2010 rząd wydał nową listę, na podstawie której ma być reorganizowana sieć numeracji dróg na terenie Rosji. Niektóre drogi miały przejściowo podwójną numerację – zarówno z 1991 roku, jak i obecną, obowiązującą od 1 stycznia 2018.

## Klasyfikacja dróg
Drogi w Rosji są poklasyfikowane w zależności od ich przebiegu:
- łączące Moskwę ze stolicami sąsiednich państw oraz centrów administracyjnych kraju, oznaczane prefiksem M(np. M2);
- stanowiące część systemu tras europejskich oraz systemu tras azjatyckich – oznaczane są dodatkowym prefiksem E(np. E30) lub AH(np. AH6) funkcjonującym równolegle do krajowych oznaczeń;
- łączące centra administracyjne Rosji, oznaczane prefiksem R (ros. Р)(np. Р56);
- inne – oznaczane prefiksem A(np. A195):
  - odgałęzienia od innych dróg;
  - połączenia centrów administracyjnych Rosji nie posiadających bezpośredniego połączenia z drogami wyższej kategorii z najbliższym morzem, portem, lotniskiem, ważniejszą stacją kolejową lub sąsiednią jednostką administracyjną.

Po wejściu w życie nowego wykazu numeracji dróg, prefiks M będzie zarezerwowany wyłącznie dla dróg wychodzących z Moskwy. Większość ówczesnych magistral, np. M6, M51, M58 i M60 otrzymała nowe numery z prefiksem R lub A.